# Паметник на Петко Славейков (Трявна, 1927)
Бюст-паметникът на Петко Славейков в Трявна е открит на тържествено честване в града на 100-годишнината от рождението на поета на 4 декември 1927 г.

## История
Бюстът е изработен от скулптора Андрей Николов.
В речта на великотърновския кмет Димитър Раев на откриването на паметника намира отзвук спорът между Велико Търново и Трявна кому принадлежи поетът Петко Славейков: „Велико Търново се гордее, че е родило голям българин, за когото днес спорят 2 епохи, за когото днес се карат 2 града!“
Скулптурата е открадната. На нейно място днес се издига паметник на Петко Славейков, открит през 1997 г.